# Дентинг
Дентинг (фр. Denting) насеље је и општина у североисточној Француској у региону Лорена, у департману Мозел која припада префектури Буле Мозел.
По подацима из 2011. године у општини је живело 255 становника, а густина насељености је износила 26,37 становника/km². Општина се простире на површини од 9,67 km². Налази се на средњој надморској висини од 121 метар (максималној 384 m, а минималној 230 m).

## Демографија
| 1962. | 1968. | 1975. | 1982. | 1990. | 1999. | 2011. |
| ----- | ----- | ----- | ----- | ----- | ----- | ----- |
| 292   | 311   | 370   | 366   | 207   | 207   | 255   |

График промене броја становника у току последњих година